# Comas Sola (krater)
För andra betydelser, se Comas Sola.
Comas Sola är en nedslagskrater på planeten Mars. Kratern har en diameter på ungefär 120 km.
1973 uppkallades den efter den spanske astronomen Josep Comas i Solà.